# Windows (альбом Мэриэн Макпартлэнд)
Windows — альбом британо-американской джазовой пианистки Мэриэн Макпартлэнд, представляющий собой переиздание двух вышедших из печати пластинок, записанных в 1979 году. Первый диск, изначально выпущенный под названием Portrait of Marian McPartland, представляет собой студийную запись трио с Брайаном Торффом (бас-гитара) и Джейком Ханной (ударные), к которым присоединился саксофонист Джерри Доджон. Второй диск, At the Festival, был записан во время выступления Макпартлэнд на Джазовый фестиваль в Конкорде с Торфом, Ханной и саксофонисткой Мэри Феттиг Парк. Выпуск двойного альбома состоялся в 2004 году на лейбле Concord Jazz.

## Отзывы критиков
| Оценки критиков                   | Оценки критиков |
| Источник                          | Оценка          |
| --------------------------------- | --------------- |
| AllMusic                          | [ 1 ]           |
| The Encyclopedia of Popular Music | [ 2 ]           |
| The Penguin Guide to Jazz         | [ 3 ]           |

Ронни Д. Лэнкфорд мл. в обзоре AllMusic отметил, что альбом представляет собой прекрасную подборку двух её лучших работ, и это отличный способ познакомиться с прекрасной джазовой пианисткой. Комментируя первую часть сборника, Стивен Робинсон из All About Jazz написал, что это просто великолепный альбом, исполненный с теплотой, стилем и интимностью; говоря о втором сете, он назвал его более свободным, но таким же элегантным и продуманным. Другой рецензент All About Jazz, Джон Келман, нашёл в обоих дисках массу сюрпризов и неожиданных поворотов, раскрывающих более богатую гармоническую глубину, чем можно было бы ожидать от такой популярной программы, но именно это, по его мнению, отличает Макпартлэнд от многих её коллег. В журнале Billboard написали: «Первый диск, студийная запись Portrait of Marian McPartland, позволяет нам заглянуть в красочный и завораживающий музыкальный мир Мэриэн. Через несколько месяцев после записи Portrait of Marian McPartland Мэриэн вышла на сцену джазового фестиваля в Конкорде, результатом чего стал альбом At the Festival. Этот захватывающий концерт представляет слушателям ещё одну возможность беспрепятственно познакомиться с многогранным талантом Мэриэн, раскрывающим её безграничную энергию, а также бездонную творческую глубину и широту».

## Список композиций
Диск первый
1. «Tell Me a Bedtime Story» (Херби Хэнкок) — 5:33
2. «It Never Entered My Mind» (Ричард Роджерс, Лоренц Харт) — 3:57
3. «No Trumps» (Джерри Доджон) — 4:51
4. «Wind Flower» (Сара Кэсси) — 4:10
5. «I Won’t Dance» (Дороти Филдс, Джером Керн, Джимми Макхью, Оскар Хаммерстайн II, Отто Харбах) — 4:06
6. «Spring Can Really Hang You Up the Most» (Фрэнк Лэндсман, Томми Вольф) — 5:20
7. «Matrix» (Чик Кориа) — 3:36
8. «Time and Time Again» (Мэриэн Макпартлэнд) — 5:20

Диск второй
1. «I Love You» (Коул Портер) — 5:04
2. «Willow Weep for Me» (Энн Ронелл) — 6:07
3. «Windows» (Чик Кориа) — 6:09
4. «In the Days of Our Love» (Мэриэн Макпартлэнд, Пегги Ли) — 4:30
5. «Cotton Tail» (Дюк Эллингтон) — 5:22
6. «Here’s That Rainy Day» (Джимми Ван Хьюзен, Джонни Берк) — 6:11
7. «On Green Dolphin Street» (Бронислав Капер, Нед Вашингтон) — 7:14
8. «Oleo» (Сонни Роллинз) — 6:12

## Участники записи
- Мэриэн Макпартлэнд — фортепиано
- Брайан Торфф — бас
- Джерри Доджон — саксофон-альт, флейта (диск первый)
- Мэри Феттиг Парк — саксофон-альт (диск второй)
- Джейк Ханна — ударные
- Карл Джефферсон — продюсер

Все данные взяты из примечаний к альбому.